# اچ‌ام‌سی‌اس کینگستون (ام‌ام ۷۰۰)
اچ‌ام‌سی‌اس کینگستون (ام‌ام ۷۰۰) (به انگلیسی: HMCS Kingston (MM 700)) یک کشتی است که طول آن ۵۵٫۳ متر (۱۸۱٫۴۳ فوت) می‌باشد. این کشتی در سال ۱۹۹۵ ساخته شد.